# Cecil Fleetwood-May
Cecil Fleetwood-May (1893-1971) est un journaliste et dirigeant d'entreprise anglais, qui a contribué au développement de l'agence de presse Reuters.

## Biographie
Né à Topsham, dans le Devon, il a été éduqué en partie en Allemagne. Son premier employeur est le journal Elying Post, à Exeter. Il entre chez Reuters en 1917 comme journaliste puis propose le lancement du Reuters Commercial Services le 1er janvier 1920 et du Reuterian en 1922. Il a ensuite codirigé la branche européenne de Reuters et l'activité TSF.